# رومی اوتسوگی
رومی اوتسوگی (انگلیسی: Rumi Utsugi؛ زادهٔ ۵ دسامبر ۱۹۸۸) بازیکن فوتبال اهل ژاپن است.
از باشگاه‌هایی که در آن بازی کرده‌است می‌توان به باشگاه فوتبال مون‌پلیه (زنان) اشاره کرد.
وی همچنین در تیم‌های ملی فوتبال زیر ۲۰ سال زنان ژاپن و زنان ژاپن بازی کرده‌است.